# Тамми, Абдулла
Абдулла Тамми (фин. Abdullah Tammi настоящее имя — Ристо Олави Тамми фин. Risto Olavi Tammi; род. 11 июля 1949, Паймио, Турку-Пори) — финский политик; лидер Исламской партии Финляндии (2007—2009).

## Биография
Родился 11 июля 1949 года в Паймио, в финской семье.
По собственному признанию, с января 1970 года по 1990-е сотрудничал с КГБ СССР, выявляя и предоставляя сведения о гражданах Финляндии, которые занимались переправкой в СССР религиозной литературы на русском языке. Был членом национал-социалистического движения в Финляндии, а также активным членом Коммунистической партии Финляндии, по списку которой баллотировался на местных выборах.
До принятия ислама принадлежал к различным христианским деноминациям — пятидесятничеству, адвентистам. Также был свидетелем Иеговы. Один из лидеров профсоюзного движения.
По данным газеты «Ilta-Sanomat», был три раза судим:
- в 1989 году финский суд приговорил его к десяти месяцам тюрьмы условно и штрафу в размере 50-дневной средней зарплаты за налоговые махинации;
- в 1992 году — к 15 суткам тюрьмы условно за драку в одном из ресторанов Хельсинки;
- в 1993 году решением финского суда приговорён к четырехмесячному тюремному заключению условно за то, что во время семейной ссоры он сломал жене руку и ударил её ножом.

Занимался бизнесом в Эстонии, где владел фирмой «Shorex», импортировавшей из Италии пенные огнетушители и продававшей их в Финляндию. После банкротства работал начальником одной из пожарных частей в Финляндии.
В 1999 году познакомился с исламом, который принял в 2001 году. В 2007 году основал Исламскую партию Финляндии. В январе 2009 года покинул ряды партии.
Критиковал Эстонию за участие в военной кампании в Ираке в связи с чем с 2010 года правительство Эстонии запретило ему въезд в страну из-за подозрения в террористической деятельности в пользу России.
Владеет финским (родной) и эстонским языками.

## Семья
- Дед — по данным газеты «Kansan Uutiset», в 1918 году уехал по политическим мотивам в Советскую Россию. По возвращении в Финляндию, отбыл три года в тюрьме за антигосударственную подрывную деятельность.
- Жена (из Эстонии) — в разводе